# Le Vieux Chat et la Jeune Souris
Le Vieux Chat et la Jeune Souris est la cinquième fable du livre XII de Jean de La Fontaine situé dans le troisième et dernier recueil des Fables de La Fontaine, édité pour la première fois en 1693 mais daté de 1694.

## Texte de la fable
Une jeune Souris de peu d’expérience,

Crut fléchir un vieux Chat implorant sa clémence,

Et payant de raisons le Raminagrobis !

Laissez-moi vivre ; une Souris

De ma taille et de ma dépense

Est-elle à charge en ce logis ?

Affamerais-je, à votre avis,

L’Hôte et l’Hôtesse, et tout leur monde ?

D’un grain de blé je me nourris ;

Une noix me rend toute ronde.

À présent je suis maigre ; attendez quelque temps.

Réservez ce repas à messieurs vos Enfants.

Ainsi parlait au Chat la Souris attrapée.

L’autre lui dit : Tu t’es trompée.

Est-ce à moi que l’on tient de semblables discours ?

Tu gagnerais autant de parler à des sourds.

Chat et vieux pardonner ? cela n’arrive guère.

Selon ces lois descends là-bas,

Meurs, et va-t’en tout de ce pas

Haranguer les sœurs Filandières.

Mes Enfants trouveront assez d’autres repas.

Il tint parole ; et pour ma Fable

Voici le sens moral qui peut y convenir.

La jeunesse se flatte, et croit tout obtenir.

La vieillesse est impitoyable.
— Jean de La Fontaine, Fables de La Fontaine, Le Vieux Chat et la Jeune Souris, texte établi par Jean-Pierre Collinet, Fables, contes et nouvelles, Gallimard, « Bibliothèque de la Pléiade », 1991, p. 462